# Маерус, Кристине
Кристине Маерус, Кристина Маерус, Кристин Маджерус (люкс. Christine Majerus, род. 25 февраля 1987, Люксембург) — люксембургская профессиональная шоссейная и велокроссовая велогонщица, которая в настоящее время выступает за женскую команду UCI SD Worx. В 2013 году она выиграла однодневную шоссейную гонку Тур Бохума и победила в общем зачёте женского Тура Голландии 2019 года.
Маерус — одна из самых выдающихся велосипедисток Люксембурга, 41-кратная чемпионка страны, обладательница 16 титулов в гонке на время, 12 титулов в велокроссе и 13 титулов в шоссейных гонках. Она была названа люксембургской спортсменкой года в 2013 году и потом с 2015 по 2021 годы.

## Карьера
Маерус начала свою спортивную карьеру в лёгкой атлетике и несколько раз становилась чемпионкой Люксембурга на дистанциях 400 и 800 метров, после чего перешла в велоспорт из-за травмы стопы. С 2008 по 2012 год она выступала за небольшую женскую команду UCI, ESGL 93-GSD Gestion, а в 2013 году перешла на один год в Sengers Ladies Cycling Team.
В 2014 году она перешла в команду Boels-Dolmans и с тех пор остаётся в команде, известной сейчас как SD Worx. Она часто выступает в роли капитана команды и часто становится супер-доместиком, а также занимает девятое место в женском мировом шоссейном рейтинге UCI.
Маерус также является членом элитной спортивной секции армии Люксембурга. Она прошла базовую подготовку в 2012 году и не обязана проходить действительную службу во время своей профессиональной велосипедной карьеры.

### Олимпийские игры
Маерус участвовала в летних Олимпийских играх 2012 года в групповой шоссейной гонке, заняв 21-е место. Она участвовала также в Олимпийских играх 2016 и 2020 годов и несла флаг Люксембурга на церемонии открытия Олимпийских игр 2020 года в Токио.

## Достижения

### Шоссе
2007
 Чемпионат Люксембурга — индивидуальная гонка
3-я на Чемпионате Люксембурга — групповая гонка
2008
 Чемпионат Люксембурга — индивидуальная гонка
2-я на Чемпионате Люксембурга — групповая гонка
GP de la Ville de L'Hôpital
4-я на Гран-при Эльзи Якобс
4-я на Трофе де гримпёр
2009
 Чемпионат Люксембурга — индивидуальная гонка
2-я на Чемпионате Люксембурга — групповая гонка
2-я на Пассендале Wielertrofee Vlaanderen
3-я на Шоле — Земли Луары
10-я на Хроно Наций
2010
 Чемпионат Люксембурга — групповая гонка
 Чемпионат Люксембурга — индивидуальная гонка
2-я на Шоле — Земли Луары
3-я на Ледис Берри Классик Шер
5-я на Гран-при Руселаре
2011
 Играх малых государств Европы — групповая гонка
 Чемпионат Люксембурга — групповая гонка
 Чемпионат Люксембурга — индивидуальная гонка
Retonfrey Critérium
Терме Кассеейеномлоп
2-я на Тур Бохума
2-я на Эрондегемсе Пейл
5-я на Шоле — Земли Луары
7-я на Гойк — Герардсберген — Гойк
8-я на Халле — Бёйзинген
9-я на Гран-при Доттиньи
9-я на Гран-при Руселаре
2012
 Чемпионат Люксембурга — групповая гонка
 Чемпионат Люксембурга — индивидуальная гонка
Nogent l'Abbesse et Beine-Nauroy
2-я в генеральной классификации
1-й этап
4-я на Гран-при Доттиньи
5-я на Тур Бретани
5-я на Шоле — Земли Луары
7-я на Халле — Бёйзинген
8-я на Ле-Самен
8-я на Тур Фландрии
2013
 Играх малых государств Европы — групповая гонка
 Играх малых государств Европы — индивидуальная гонка
 Чемпионат Люксембурга — групповая гонка
 Чемпионат Люксембурга — индивидуальная гонка
Тур Бохума
горная классификация Тура Тюрингии
3-я на Эрондегемсе Пейл
6-я на Классике Падуи
8-я на Омлоп ван хет Хегеланд
9-я на Гран-при Эльзи Якобс
9-я на Гойк — Герардсберген — Гойк
2014
 Чемпионат Люксембурга — групповая гонка
 Чемпионат Люксембурга — индивидуальная гонка
3-я на Опен Воргорда TTT
4-я на Туре Тюрингии
6-я на Туре Бохума
9-я на Гойк — Герардсберген — Гойк
10-я на Омлоп Хет Ниувсблад
2015
 Чемпионат Люксембурга — групповая гонка
 Чемпионат Люксембурга — индивидуальная гонка
 Чемпионат мира — командная гонка
Женский Тур Бретани
2-я в генеральной классификации
очковая классификация
3-я на Energiewacht Tour
Вуменс Тур
3-я в генеральной классификации
3-й этап
3-я на Novilon Euregio Cup
3-я на Гран-при Гатино
3-я на Опен Воргорда TTT
4-я на Даймонд Тур
6-я на Фестиваль Эльзи Якобс
6-я на Туре Норвегии
6-я на Туре Бохума
8-я на Омлоп Хет Ниувсблад
8-я на Дварс дор де Вестхук
10-я на La Course by Le Tour de France
2016
 Чемпионат мира — командная гонка
 Чемпионат Люксембурга — групповая гонка
 Чемпионат Люксембурга — индивидуальная гонка
Дварс дор де Вестхук
Классика Морбиана
1-й этап (TTT) Energiewacht Tour
1-й этап Вуменс Тур
2-й этапе (TTT) Холланд Ледис Тур
2-я на Дрентсе Ахт ван Вестервелд
2-я на Гран-при Морбиана
2-я на Даймонд Тур
3-я на Омлоп ван Борселе
7-я на Фестивале Эльзи Якобс
7-я на Ле-Самен
9-я на Giro dell'Emilia Internazionale Donne Elite
2017
 Чемпионат Люксембурга — групповая гонка
 Чемпионат Люксембурга — индивидуальная гонка
 Чемпионат мира — командная гонка
6-я на Чемпионате мира — групповая гонка
Фестиваль Эльзи Якобс
генеральная классификации
очковая классификации
1-й этап
Опен Воргорда TTT
4-я на Опен Воргорда RR
Вуменс Тур
2-я в генеральной классификации
очковая классификация
спринтерская классификация
Healthy Ageing Tour
5-я в генеральной классификации
2-й этап (TTT)
7-я на Туре Норвегии
2018
 Чемпионат Люксембурга — групповая гонка
 Чемпионат Люксембурга — индивидуальная гонка
Опен Воргорда TTT
6-я на Опен Воргорда RR
 Чемпионат мира — командная гонка
Фестиваль Эльзи Якобс
2-я в генеральной классификации
1-й этап
Healthy Ageing Tour
3-я в генеральной классификации
1b-й этап (TTT)
3-я на Три дня Де-Панне
4-я на Вуменс Тур
4-я на общем зачёте Женского тура Норвегии
2019
 Чемпионат Люксембурга — групповая гонка
 Чемпионат Люксембурга — индивидуальная гонка
Холланд Ледис Тур
Классика Морбиана
Гран-при Исберга
Тура Йоркшира
4-я в генеральной классификации
очковая классификация
4-я на Вуменс Тур
4-я на Madrid Challenge by La Vuelta
7-я на RideLondon Classique
8-я на Healthy Ageing Tour
8-я на Туре Норвегии
9-я на Чемпионате Европы — групповая гонка
9-я на Фестиваль Эльзи Якобс
9-я на общем зачёте БеНе Ледис Тур
2020
 Чемпионат Люксембурга — групповая гонка
 Чемпионат Люксембурга — индивидуальная гонка
2-я на Ле-Самен
5-я на Классике Наварры
2021
 Чемпионат Люксембурга — групповая гонка
 Чемпионат Люксембурга — индивидуальная гонка
2-я на Дварс дор хет Хагеланд
8-я на Фестивале Эльзи Якобс
8-я на Туре Тюрингии
9-я на Drentse Acht van Westerveld
10-я на Нокере Курсе
2022
 Чемпионат Люксембурга — групповая гонка
 Чемпионат Люксембурга — индивидуальная гонка
Drentse Acht van Westerveld
2-я на Опен Воргорда TTT

### Статистика выступления наГранд-турах
| Гонка / Год          | 2009           | 2010           | 2011           | 2012           | 2013           | 2014           | 2015           | 2016           | 2017           | 2018           | 2019           | 2020           | 2021           | 2022           | 2023           |
| -------------------- | -------------- | -------------- | -------------- | -------------- | -------------- | -------------- | -------------- | -------------- | -------------- | -------------- | -------------- | -------------- | -------------- | -------------- | -------------- |
| Рут де Франс феминин | 41             | 32             | —              | 20             | —              | —              | —              | —              | не проводилась | не проводилась | не проводилась | не проводилась | не проводилась | не проводилась | не проводилась |
| Джиро д’Италия Донне | —              | —              | —              | —              | —              | —              | —              | DNF            | —              | 42             | —              | —              | —              | DNF            | —              |
| Тур де Франс Фамм    | не проводилась | не проводилась | не проводилась | не проводилась | не проводилась | не проводилась | не проводилась | не проводилась | не проводилась | не проводилась | не проводилась | не проводилась | не проводилась | 72             | 60             |

### Рейтинги
| Год                 | 2007  | 2008  | 2009  | 2010 | 2011 | 2012 | 2013 | 2014 | 2015 | 2016 | 2017 | 2018 | 2019 | 2020 | 2021 | 2022 | 2023  | 2024 |
| ------------------- | ----- | ----- | ----- | ---- | ---- | ---- | ---- | ---- | ---- | ---- | ---- | ---- | ---- | ---- | ---- | ---- | ----- | ---- |
| Мировой рейтинг UCI | 254-й | 162-й | 157-й | 84-й | 21-й | 75-й | 29-й | 37-й | 16-й | 19-й | 14-й | 15-й | 9-й  | 40-й | 35-й | 76-й | 84-й  | 55-й |
| Мировой тур UCI     |       |       |       |      |      |      |      |      |      | 59-й | 18-й | 16-й | 9-й  | 70-й | 63-й | 74-й | 122-й | 48-й |
|                     |       |       |       |      |      |      |      |      |      |      |      |      |      |      |      |      |       |      |
| Источник: UCI       |       |       |       |      |      |      |      |      |      |      |      |      |      |      |      |      |       |      |

### Велокросс
2007
3-я на Чемпионате Люксембурга
2008
3-я на Чемпионате Люксембурга
2009
2-я на Чемпионате Люксембурга
2010
 Чемпионат Люксембурга
2011
 Чемпионат Люксембурга
2012
 Чемпионат Люксембурга
2013
 Чемпионат Люксембурга
2014
 Чемпионат Люксембурга
2015
 Чемпионат Люксембурга
9-я на Чемпионате мира
2016
 Чемпионат Люксембурга
2-я на EKZ CrossTour, Баден
2-я на Nationale Cyclo-Cross Otegem
Суперпрестиж
3-я на Велокросс Гавере
3-я на Grand Prix de la Région Wallonne
9-я на Чемпионате мира
2017
 Чемпионат Люксембурга
1-я на EKZ CrossTour, Майлен
1-я на Nationale Cyclo-Cross Otegem
Кубок Франции по велокроссу
1-я на Жаблине
1-я на Фламанвиле
2-я на Kasteelcross Zonnebeke
7-я на Чемпионате мира
2018
 Чемпионат Люксембурга
1-я на Новогоднем гран-при
EKZ CrossTour
2-я на Эшенбахе
2-я на Майлене
3-я на Хиттнау
2-я на Nationale Cyclo-Cross Otegem
4-я на Чемпионате мира
2019
 Чемпионат Люксембурга
EKZ CrossTour
1-я на Хиттнау
2-я на Майлене
3-я на Kasteelcross Zonnebeke
2020
 Чемпионат Люксембурга
1-я на EKZ CrossTour, Майлен
1-я на Kasteelcross Zonnebeke
2021
1-я на EKZ CrossTour, Хиттнау
2022
 Чемпионат Люксембурга

### Маунтинбайк
2013
 Игры малых государств Европы — кросс-кантри